# Гаррель, Луи
Луи́ Гарре́ль (фр. Louis Garrel, 14 июня 1983, Париж) — французский актёр, сценарист и режиссёр.

## Биография
Родился 14 июня 1983 года в Париже, в семье режиссёра Филиппа Гарреля и актрисы Брижит Си (род. 1956), еврейского происхождения. Его сестра, Эстер Гаррель, тоже актриса. Внук актёра Мориса Гареля.
Окончил Высшую национальную консерваторию драматического искусства в Париже в 2004 году.
Снимался у отца-режиссёра с шести лет, но первый успех ему принесла роль синефила, эротомана и бунтаря Тео в «Мечтателях» Бернардо Бертолуччи. Эта роль идеально подошла к его имиджу неулыбчивого интеллектуала и нервического красавца. В 2006 году Луи Гаррель получил престижную премию «Сезар» за роль в фильме своего отца «Постоянные любовники» в номинации «Самый многообещающий актёр». Он был в центре внимания Каннского фестиваля 2007 года: в фильме Валерии Бруни-Тедески «Сон предыдущей ночи» Гаррель-мл. сыграл любовника сорокалетней актрисы (её роль исполнила сама Валерия), а в мюзикле Кристофа Оноре «Все песни только о любви» предстал героем бисексуальной мелодрамы.
При создании саундтрека «Песен» (2007) актёр сам исполнял все партии своего героя. Алекс Бопен, автор музыки и либретто, получил в 2008 году премию «Сезар» — «Лучшая музыка к фильму».
Луи Гаррель занял 15 место в списке «15 самых сексуальных мужчин» во французском журнале Elle в номере за июнь 2007 года.
В 2008 году актёра можно было увидеть в драме Кристофа Оноре «Прекрасная смоковница» в паре с Леа Сейду, а в 2010 — в мелодраме Ксавье Долана «Воображаемая любовь».
В 2014 году на 67-м Каннском кинофестивале состоялась премьера байопика «Сен-Лоран. Стиль — это я» Бертрана Бонелло, в котором Луи Гаррель сыграл Жака де Башера. За эту роль актёр был номинирован на премию Сезар. В 2015 Гаррель сыграл в драме «Мой король» с Венсаном Касселем, за что был вновь удостоен номинации на премию Сезар, а также в комедийной мелодраме «Друзья», которая принесла ему две номинации Каннского кинофестиваля (в том числе за режиссёрский дебют).
В 2018 году Гаррель выступил режиссёром и соавтором сценария фильма «Честный человек», а также исполнил в картине главную роль. На кинофестивале в Сан-Себастьяне фильм получил приз жюри за лучший сценарий. В том же году Гаррель был вновь номинирован на премию Сезар как лучший актёр за главную роль в фильме «Молодой Годар».
В 2019 году в Нью-Йоркском музее современного искусства состоялась премьера фильма «Маленькие женщины» Греты Гервиг, в которой Луи Гаррель сыграл Фридриха Байера. Лента является седьмой полнометражной экранизацией одноимённого романа Луизы Мэй Олкотт 1868 года. В том же году на экраны вышла детективная драма Романа Полански «Офицер и шпион» с Луи Гаррелем и Жаном Дюжарденом. Фильм был удостоен Премии Большого жюри Венецианского кинофестиваля и премии Международной федерации кинопрессы.
В 2020 году вышла комедия Вуди Аллена «Фестиваль Рифкина», в которой Луи Гаррель сыграл молодого возлюбленного героини Джины Гершон. Лента повествует о женатой паре, которая, оказавшись на кинофестивале в Сан-Себастьяне, попадает в круговорот романтических приключений и теряет грань между реальностью и кино.

## Личная жизнь
В 2007—2012 годах состоял в фактическом браке с Валерией Бруни-Тедески. В 2009 году они удочерили девочку из Сенегала, которую назвали Селин. В 2017—2025 годах Гаррель был женат на французской модели Летиции Каста. У супругов есть сын — Азель (род. 17 марта 2021).

## Фильмография

### Актёр
| Год  |     | Русское название           | Оригинальное название               | Роль                    |
| ---- | --- | -------------------------- | ----------------------------------- | ----------------------- |
| 1989 | ф   | Запасные поцелуи           | Les baisers de secours              | Ло                      |
| 2001 | ф   | Это моё тело               | Ceci est mon corps                  | Антуан                  |
| 2002 | ф   | Война в Париже             | La guerre à Paris                   |                         |
| 2003 | ф   | Мечтатели                  | The Dreamers                        | Тео                     |
| 2004 | ф   | Моя мать                   | Ma mère                             | Пьер                    |
| 2005 | ф   | Постоянные любовники       | Les amants réguliers                | Франсуа                 |
| 2006 | ф   | Парижская история          | Dans Paris                          | Жонатан                 |
| 2006 | кор | Прелюдия                   | Un lever de rideau                  | Брюно                   |
| 2007 | ф   | Все песни только о любви   | Les chansons d'amour                | Исмаэль                 |
| 2007 | ф   | Сон предыдущей ночи        | Actrices                            | Эрик                    |
| 2008 | ф   | Выбор — любить             | Choisir d'aimer                     | Паскаль                 |
| 2008 | ф   | Граница рассвета           | La frontière de l'aube              | Франсуа                 |
| 2008 | ф   | Прекрасная смоковница      | La Belle Personne                   | Немур                   |
| 2009 | ф   | Моя девочка не хочет…      | Non ma fille, tu n'iras pas dancer  | Симон                   |
| 2010 | ф   | Брак втроем                | Le mariage à trois                  | Тео                     |
| 2010 | ф   | Воображаемая любовь        | Les Amours Imaginaires              | приглашенный на вечер   |
| 2010 | ф   | Двоевластие                | Diarchia                            | Люк                     |
| 2011 | ф   | Возлюбленные               | Les Biens-aimés                     | Клеман                  |
| 2011 | ф   | То лето страсти            | Un été brûlant                      | Фредерик                |
| 2011 | кор | Правило Трех               | La règle de trois                   | Луис                    |
| 2012 | ф   | Снаряды                    | Les coquillettes                    | Луи Гаррель             |
| 2013 | ф   | Замок в Италии             | Un château en Italie                | Натан                   |
| 2013 | ф   | Ревность                   | La jalousie                         | Луи                     |
| 2014 | ф   | Сен-Лоран. Стиль — это я   | Saint Laurent                       | Жак де Башер            |
| 2015 | ф   | Астрагал                   | L'astragale                         | фотограф                |
| 2015 | ф   | В тени женщин              | L'ombre des femmes                  | голос рассказчика       |
| 2015 | ф   | Мой король                 | Mon roi                             | Солаль                  |
| 2015 | ф   | Друзья                     | Les deux amis                       | Абель                   |
| 2016 | ф   | Иллюзия любви              | Mal de pierres                      | Андре Саваж             |
| 2016 | ф   | Планетариум                | Planetarium                         | Андре Корбен            |
| 2016 | ф   | Ложные признания           | Les fausses confidences             | Дорант                  |
| 2017 | ф   | Молодой Годар              | Le redoutable                       | Жан-Люк Годар           |
| 2017 | ф   | Призраки Исмаэля           | Les fantômes d'Ismaël               | Иван                    |
| 2018 | ф   | Один король — одна Франция | Un peuple et son roi                | Робеспьер               |
| 2018 | ф   | Честный человек            | L'homme fidele                      | Абель                   |
| 2019 | ф   | Маленькие женщины          | Little Women                        | Фридрих                 |
| 2019 | ф   | Офицер и шпион             | J'accuse                            | Альфред Дрейфус         |
| 2020 | ф   | ДНК                        | ADN                                 | Франсуа                 |
| 2020 | ф   | Фестиваль Рифкина          | Rifkin’s Fistival                   | Филипп                  |
| 2021 | ф   | Мой легионер               | Mon légionnaire                     | Максим                  |
| 2021 | ф   | Этот новый мир             | La Croisade                         | Абель                   |
| 2022 | ф   | Кома                       | Coma                                | доктор Баллард          |
| 2022 | ф   | Невиновный                 | L'Innocent                          | Абель Лефранс           |
| 2022 | ф   | Тень Караваджо             | L'ombra di Caravaggio               | Шаттен                  |
| 2023 | ф   | Три мушкетёра: Д’Артаньян  | Les Trois Mousquetaires: D'Artagnan | Людовик XIII            |
| 2023 | ф   | Три мушкетёра: Миледи      | Les Trois Mousquetaires: Milady     | Людовик XIII            |
| 2023 | ф   | Фаворитка                  | La Favorite                         |                         |
| 2023 | ф   | Большая колесница          | Le Grand Chariot                    | Луи                     |
| 2024 | ф   | Второй акт                 | Le Deuxième Acte                    | Давид                   |
| 2024 | ф   | Сент-Экзюпери              | Saint-Ex                            | Антуан де Сент-Экзюпери |
| 2025 | ф   | Кутюр                      | Couture                             |                         |

### Режиссёр
- 2008 — Мои друзья / Mes copains — короткометражный
- 2010 — Маленький портной / Petit tailleur — короткометражный
- 2011 — Правило трёх /La règle de trois — короткометражный
- 2015 — Друзья / Les deux amis
- 2018 — Честный человек / L’homme fidele
- 2021 — Этот новый мир / La Croisade
- 2022 — Невиновный / L’Innocent